# 二甲基亚砜钠
二甲基亚砜钠（简写NaDMSO）是一种化合物，化学式为C2H5NaOS。它可由氢化钠或氨基钠和二甲基亚砜（DMSO）反应得到。
CH3SOCH3 + NaH → CH3SOCH2−Na+ + H2
CH3SOCH3 + NaNH2 → CH3SOCH2−Na+ + NH3
NaDMSO是一种碱，可用于产生磷或硫叶立德。它和酯反应产生β-氧基亚砜（2）这一重要的反应中间体，并可参与以下反应：

## 拓展链接
- (PDF). Gaylord Chemical Corporation. October 2007  [2021-01-20]. （原始内容 (PDF)存档于2011-07-11）.
- . June 2009  [2021-01-20]. （原始内容存档于2020-12-30）.